# Cromwell la Castelul Windsor
Cromwell la Castelul Windsor  este o pictură în ulei pe pânză din 1828 realizată de pictorul francez Eugène Delacroix, aflată în prezent în Galeria Hans, într-o colecție privată din Hamburg. Lucrarea îl înfățișează pe Oliver Cromwell la Castelul Windsor, meditând asupra unui portret al regelui Carol I.